# Acaridae
Famille
Les Acaridae sont une famille d'arthropodes de la sous-classe des acariens.

## Liste des genres et espèces
N.B. : cette liste est grandement incomplète.
- Acarus et son représentant Acarus siro Linnaeus
- Kuzinia et son représentant Kuzinia laevis Dujardin
- Melittiphis et son représentant Melittiphis alvearius (Berlese)
- Rhizoglyphus
  - Rhizoglyphus echinopus (Fumouze & Robin)
  - Rhizoglyphus robini Claparède
- Sancassania et son représentant Sancassania berlesei (Micheal)
- Thyreophagus est son représentant Thyreophagus entomophagus (Laboulbène & Robin)
- Tyrolichus et son représentant Tyrolichus casei Oudemans
- Tyrophagus
  - Tyrophagus longior (Gervais)
  - Tyrophagus putrescentiae (Schrank)